# Florencia
Florencia je hlavním městem departementu Caquetá v Kolumbii. Město bylo založeno misionáři v roce 1902. V roce 2016 v městě žilo přibližně 175 000 tisíc obyvatel. Rozkládá se na vysočině mezi Východní Kordillerou a Amazonskou nížinou. Je druhým nejlidnatějším kolumbijským městem východně od Andského pohoří (první je město Villavicencio).